# Chlorophorus drumonti
Chlorophorus drumonti là một loài bọ cánh cứng trong họ Cerambycidae.